# Andén 0 metróállomás

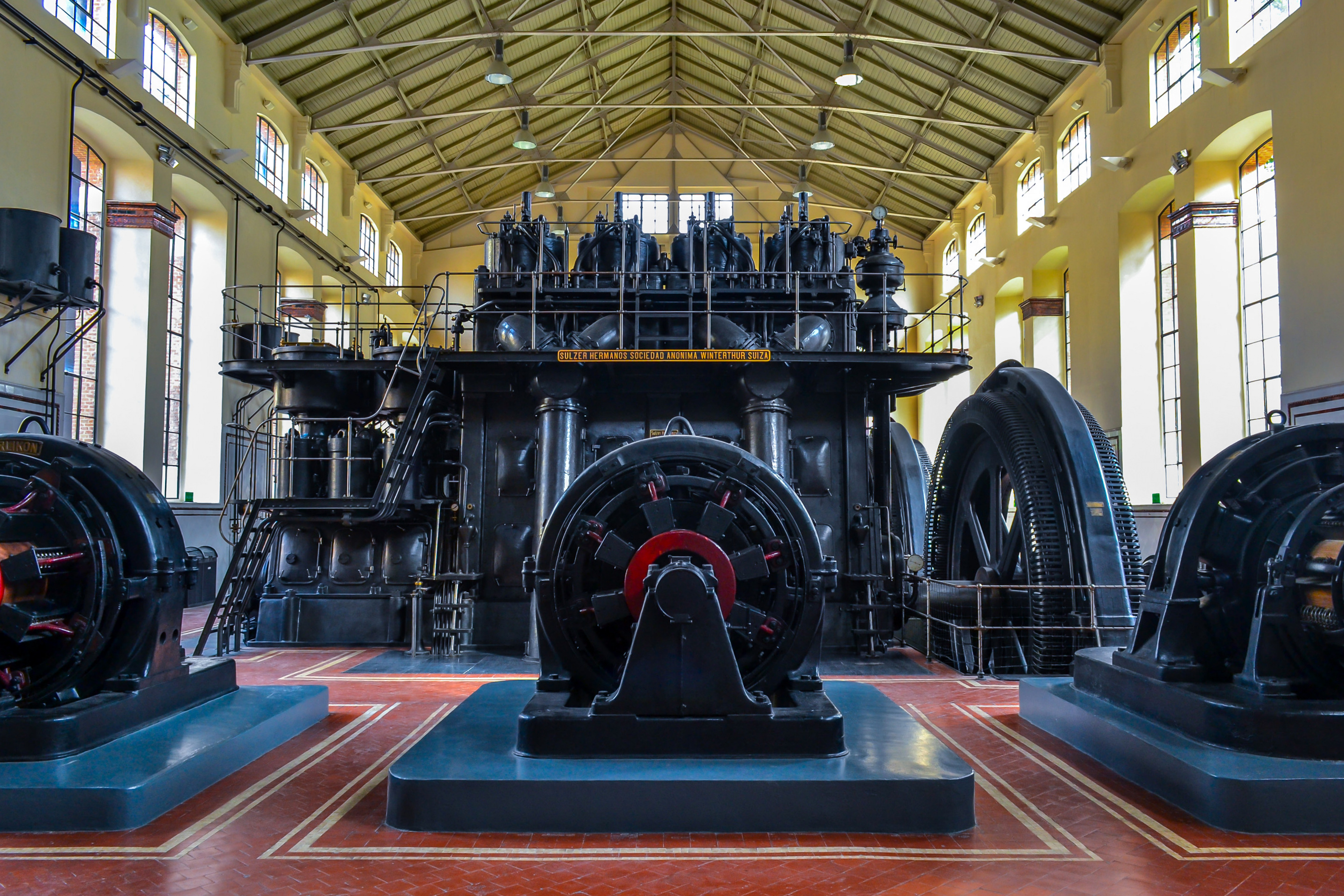
Dízelgenerátorok a csarnokban

Az Andén 0 egy kiállítás Madridban, mely a madridi metrót mutatja be. A mára már bezárt Estación de Chamberí állomás ad otthont a múzeumnak. Az épület belsejét korhűen felújították, többek között a falakat borító kerámiák is az akkori stílust idézik fel.